# Tetrica scapularis
Tetrica scapularis är en insektsart som beskrevs av Jacobi 1928. Tetrica scapularis ingår i släktet Tetrica och familjen sköldstritar. Inga underarter finns listade i Catalogue of Life.